# Un jour de chance (téléfilm)
Pour les articles homonymes, voir Un jour de chance.
Pour plus de détails, voir Fiche technique et Distribution.
Un jour de chance (en anglais : Lucky Day) est un téléfilm américain réalisé par Penelope Buitenhuis d'après un roman de Mary Higgins Clark et diffusé en 2002 à la télévision.

## Synopsis
Nora attend en vain à dîner un ami de toujours qui lui annonçait son coup de chance du jour et voulait le lui montrer... elle mène l'enquête elle-même avant que la police se décide à la croire.

## Fiche technique
- Scénario : Peter Mohan d'après Mary Higgins Clark, roman éponyme de 1986.
- Production : 2DF Enterprises, Alltime Entertainment, Canadian Film or Video Production Tax Credit (CPTC), Filmtime Productions, France 2 (FR2) , Future Film Financing, Global A CanWest Company, Grosso-Jacobson Communications, Lucky Day Productions, Ontario Media Development Corporation (OMDC), Rigel Entertainment
- Durée : 95 min
- Pays :  États-Unis
- Langue : anglais
- Couleur
- Aspect Ratio : 1.33 : 1
- Son : Stereo

## Distribution
- Amanda Donohoe : Nora Barkin
- Gregor Törzs : Jack Barkin
- Karen LeBlanc : Kristen
- Guylaine St-Onge : Sandra Keele
- Gino Marrocco : Bill Regan
- Tony Lo Bianco : inspecteur Marinello
- Katie Griffin : Penny
- Andrew Kenneth Martin : Dexter Moore
- Mary Higgins Clark : grand-mère au coin de la rue, connaissant Nora